# Maiori

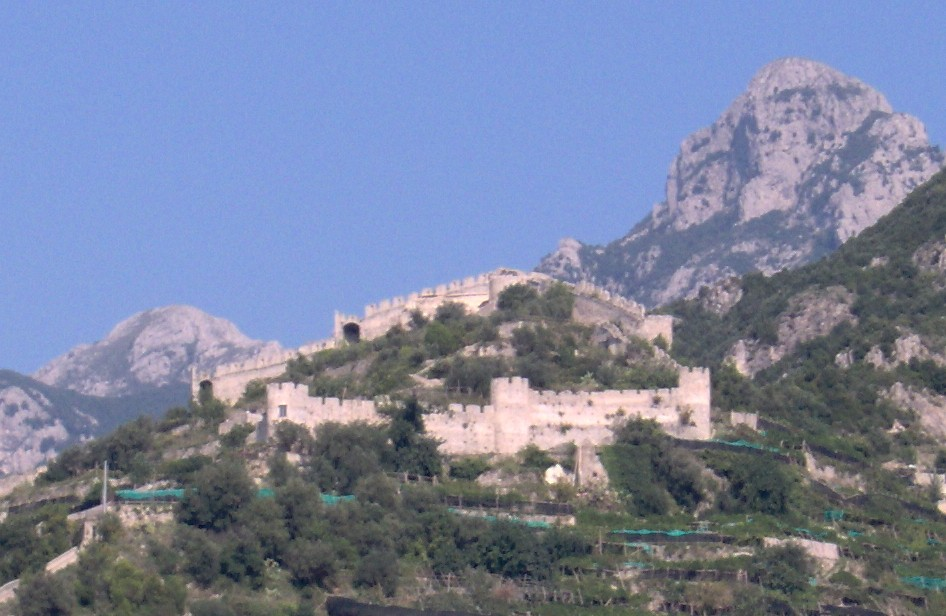
San Nicola di Thoro Plano.

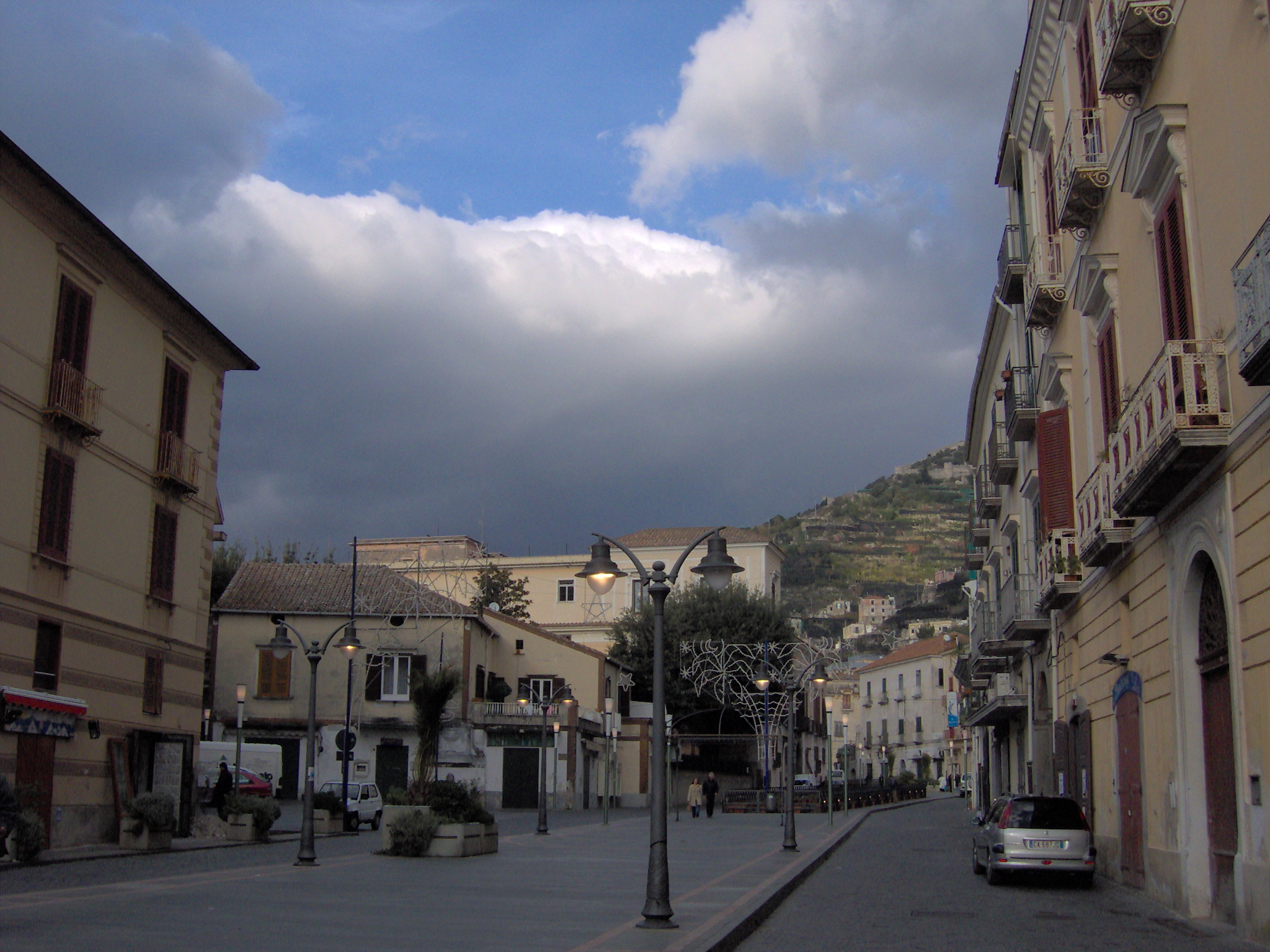
Una típica calle de Maiori.

Maiori (del latín, Regina Maior) es un pueblo, situado en la Costa Amalfitana en la provincia de Salerno, (Campania, Italia). Con una población cercana a los 6.000 habitantes, es un enclave turístico popular desde la Era Romana. La economía de Maiori depende fundamentalmente del turismo, pues en ella se encuentra la línea virgen más importante de la costa de Amalfi. Como parte de la Costa Amalfitana, Maiori ha sido declarado Patrimonio de la Humanidad por la Unesco.
A mediados del siglo XX Roberto Rossellini situó en Maiori algunas de sus películas: Il Miracolo, el segundo episodio de la película L'Amore, 1948, La macchina ammazzacattivi, 1952 y Il viaggio in Italia, 1953.
Una graciosa curiosidad es que el episodio "siciliano" de la grande obra Paisà, fue rodeado en la Torre Normanna de Maiori.

## Evolución demográfica
| Gráfica de evolución demográfica de Maiori entre 1861 y 2001 |
|                                                              |
| Fuente ISTAT - elaboración gráfica de Wikipedia              |

## Historia
El origen de la villa, como ocurre con la mayoría de los pueblos de la Costa Amalfitana, se remonta a la época de los etruscos, no estando del todo claro si fueron estos o los romanos quienes la fundaron. El nombre de Maiori durante la época romana fue Regina Maior, en contraste con la vecina Regina Minor (la actual Minori).
Entre 830 y 840, Maiori entró a formar parte de la República amalfitana. Dicha república abarcaba todos los pueblos de la actual costa amalfitana, más la isla de Capri. En esta época, cada ciudad conservaba su nombre y su autonomía administrativa, pero tenía a un rol específico en esta federación.

## Barrios de la villa
- Maiori Erchie
- Maiori S. Pietro
- Maiori S.Maria delle Grazie
- Maiori Vecite
- Maiori Ponteprimario